# Banda gàstrica ajustable
Una banda gàstrica ajustable laparoscòpica, comunament anomenada banda gàstrica, és un dispositiu de silicona inflable col·locat al voltant de la part superior de l'estómac. És un tipus de cerclatge amb banda elàstica, en una intervenció laparoscòpica.
Aquesta cirurgia s'utilitza per disminuir el consum d'aliments i així tractar l'obesitat, i és un exemple de cirurgia bariàtrica dissenyada per a pacients obesos amb un índex de massa corporal (IMC) de 40 o més, o entre 35 i 40 en els casos de pacients amb comorbiditats que se sap que milloren amb la pèrdua de pes, com ara apnea del son, diabetis, artrosi, MRGE, hipertensió (alta pressió arterial), o síndrome metabòlica, entre d'altres.
El febrer de 2011, la Food and Drug Administration (FDA) va ampliar l'aprovació de les bandes gàstriques ajustables a pacients amb un IMC entre 30 i 40 i una afecció mèdica relacionada amb el pes, com ara diabetis o pressió arterial alta. Tanmateix, només es pot utilitzar una banda gàstrica ajustable després d'haver provat altres mètodes, com ara la dieta i l'exercici.